# Viola eminens
Viola eminens är en violväxtart som beskrevs av K.R.Thiele och Prober. Viola eminens ingår i släktet violer, och familjen violväxter. Inga underarter finns listade i Catalogue of Life.